# Doug Flutie
Douglas Richard Flutie (Manchester, Maryland, 23 de octubre de 1962) es un exmariscal de campo de la National Football League (NFL), Canadian Football League (CFL) y United States Football League (USFL). Él primero subió a la prominencia durante su carrera de fútbol americano universitario en la Boston College, donde recibió el Trofeo Heisman y el Premio Davey O'Brien National Quarterback en 1984. Su pase de touchdown «Hail Flutie» en un juego contra los Miami Hurricanes football el 23 de noviembre de 1984 (apodado «The Pass») es considerado entre los mejores momentos del fútbol americano universitario y la historia del deporte estadounidense. Flutie fue seleccionado como la 285º selección en la 11.ª ronda del Draft de la NFL de 1985 por Los Angeles Rams, convirtiéndose en el ganador del Premio Heisman más bajo entre los que fueron reclutados. Flutie jugó ese año para los New Jersey Generals de la USFL upstart, que ya había firmado un contrato de cinco años de $5 millones con ellos antes de ser redactado por los Rams. En 1986, firmó con los Chicago Bearsde la NFL, y más tarde jugó para los New England Patriots,  convirtiéndose en su mariscal de campo titular en 1988.
Flutie firmó con los BC Lions de la CFL en 1990, y en 1991, lanzó para un récord de 6.619 yardas. Él jugó brevemente con su hermano Darren, un receptor abierto, antes de ser negociado a los Calgary Stampeders, que él llevó a la victoria en la Grey Cup de 1992. En 1994, lanzó un récord de 48 pases de touchdown. Flutie jugó para los Stampeders hasta 1996, cuando él firmó con los Toronto Argonauts, llevándolos a las victorias consecutivas de la Grey Cup en 1996 y 1997. Flutie fue nombrado el Jugador Más Destacado de la CFL un récord de seis veces, y fue nombrado MVP en las tres de sus victorias de Grey Cup.
Volvió a la NFL en 1998 con los Buffalo Bills, donde obtuvo los premios Pro Bowl y el Jugador de Regreso del Año de la NFL. Jugó para los San Diego Chargers  de 2001 a 2004 y terminó su carrera como miembro de los New England Patriots en 2005. En 2006, fue clasificado n.º 1 en una lista de los 50 mejores jugadores de CFL. Lo nombraron al Salón de la Fama del Fútbol Americano Universitario y al Salón de la Fama de los Deportes de Canadá en 2007.
Después de retirarse en 2006, Flutie sirvió como un analista de fútbol americano universitario parar ESPN y ABC. En 2009, se unió a Versus como locutor de los partidos de la United Football League. Desde 2011, ha trabajado para NBC Sports y NBCSN y en 2014 se convirtió en el comentarista de color para Notre Dame Football en NBC.

## Primeros años
Flutie nació en Manchester, Maryland de a Dick y Joan Flutiie. Su abuelo era hijo de un inmigrante libanés. Su familia se mudó a Melbourne Beach, Florida cuando tenía 6 años, donde su padre, Richard, trabajó como ingeniero de calidad en la industria aeroespacial. Mientras que Doug Flutie condujo el equipo de fútbol Hoover Junior High School a dos Campeonatos del Condado de Brevard. Después de la dramática desaceleración del programa espacial a mediados de los años setenta, la familia Flutie volvió a mudarse en 1976 a Natick, Massachusetts.

## Carrera en la escuela secundaria
Flutie se graduó de la Escuela Secundaria Natick, donde jugó para el ahora «Redhawks». Él era un ejecutante de liga entera en fútbol, baloncesto, y béisbol.

## Carrera universitaria
Flutie jugó al fútbol americano para el Boston College, la única escuela de la Division I-A que lo reclutó, from de 1981 a 1984, y ganó el Trofeo Heisman, el Premio Maxwell y el Premio Davey O'Brien National Quarterback en su último año (1984). Flutie se convirtió en el primer mariscal de campo en ganar el Heisman desde Pat Sullivan en 1971. Flutie dejó la escuela como el líder de pase de yardas de todos los tiempos de la NCAA con 10.579 yardas y fue un consenso All-American como sénior. Ganó el premio al Jugador del Año de UPI, Kodak, The Sporting News y el Maxwell Football Club. El entrenador de mariscales de Boston College de 1981 a 1983 fue Tom Coughlin.
Flutie ganó la atención nacional en 1984 cuando él llevó a los Eagles a la victoria en un juego de alto-puntaje, de ida y vuelta contra los Miami Hurricanes (conducido por el QB Bernie Kosar). El juego fue televisado a nivel nacional en CBS el día después de acción de gracias y por lo tanto tuvo una audiencia enorme. Miami puso en escena una jugada dramática para tomar la delantera, 45-41, en el minuto de cierre del juego. Boston College luego tomó posesión en su propia línea de 22 yardas con 28 segundos para ir. Después de dos pases movidos el balón otros 30 metros, solo quedaron 6 segundos. En la última jugada del juego, Flutie se alejó de la defensa y lanzó un «pase de Hail Mary» que fue atrapado en la zona final por Gerard Phelan, dando a BC una victoria de 47-45. Flutie ganó el Trofeo Heisman una semana después, pero la votación había terminado antes del partido; Flutie dijo, sin embargo, que «sin el Ave María pasar creo que podría haber sido muy fácilmente olvidado».
El aumento subsiguiente en las solicitudes de admisión al Boston College después del «Hail Mary» de Flutie dio lugar al fenómeno de admisiones conocido como el «Efecto Flutie». Esta idea esencialmente afirma que un equipo deportivo ganador puede aumentar el valor de reconocimiento de una escuela lo suficiente como para hacerla más atractiva para los potenciales solicitantes.
Además de su logro atlético colegial, Flutie mantuvo un distinguido expediente académico en Boston College. Él fue un candidato para una beca de Rhodes, para la cual fue nombrado finalista en 1984. Al graduarse, Flutie ganó una beca de posgrado de la Fundación Nacional de Fútbol.
En noviembre de 2008, Flutie fue honrado por el Boston College con una estatua de él lanzando su famoso pase «Ave María» fuera del Alumni Stadium. Su número, 22, ha sido retirado por el programa de fútbol del Boston College.

### Estadísticas
| 1981      | Boston College | Independiente | 11 | 105 | 192   | 54.7 | 1,652  | 10 | 8  | 67  | 79  | 0 |
| 1982      | Boston College | Independiente | 12 | 162 | 347   | 46.7 | 2,749  | 13 | 20 | 90  | 265 | 0 |
| 1983      | Boston College | Independiente | 12 | 177 | 345   | 51.3 | 2,724  | 17 | 15 | 69  | 245 | 0 |
| 1984      | Boston College | Independiente | 12 | 233 | 386   | 60.4 | 3,454  | 27 | 11 | 62  | 149 | 0 |
| 1981–1984 | Total          | 4 temporadas  | 47 | 677 | 1,270 | 53.3 | 10,579 | 67 | 54 | 288 | 738 | 0 |

## Carrera profesional

### Carrera de la USFL
A pesar de su exitosa universidad, si Flutie era demasiado pequeño para jugar al fútbol profesional era incierto. Cuando se le preguntó en la televisión: «¿Puede un chico de cinco pies y nueve pulgadas, 175 libras hacerlo en los profesionales?», Respondió: «Sí, puede, pero es una cuestión de capacidad y no de tamaño. No lo sé con seguridad, y esas preguntas serán contestadas en el futuro».
Flutie fue visto como extremadamente atractivo para el USFL, que estaba desesperado por una estrella para revigorizar la liga, ya que estaba en dificultades financieras. Mientras tanto, los Buffalo Bills, que tenían la primera selección del Draft de la NFL de 1985, todavía tenían los derechos de Jim Kelly (quien antes les había rechazado para ir a la USFL) y también tenían preocupaciones sobre la altura de Flutie. Fue elegido por los New Jersey Generals de la USFL (propiedad de Donald Trump)en el proyecto territorial de 1985, que tuvo lugar en enero, meses antes del Draft de la NFL de 1985. Flutie pasó por las negociaciones con Trump y acordó un acuerdo que lo convertiría en el jugador de fútbol profesional mejor pagado y el mejor novato pagado en cualquier deporte con $7 millones en 5 años; Flutie fue firmado oficialmente el 4 de febrero de 1985. Habiendo firmado ya con el USFL, Flutie no fue seleccionado en el Draft de la NFL hasta la 11ro redonda, y la 285a selección total por los espolones de Los Angeles Rams.
Flutie entró en la USFL con mucho bombo y fanfarria. Sin embargo, muchos comenzaron a preguntarse si los exploradores que dijeron Flutie no podían competir en el nivel profesional eran correctos. En febrero de 1985, Flutie hizo su debut en USFL contra los Orlando Renegades. Su debut no fue impresionante, ya que sus dos primeros pases profesionales fueron interceptados por el apoyador de la línea de Renegades, Jeff Gabrielsen. Los únicos dos touchdowns que New Jersey anotó fueron los goles del mariscal de campo de Orlando Jerry Golsteyn. Para cuando el debut de Flutie terminó, él terminó solamente 7 de 18 pases, para un total de 174 yardas, mientras que funcionaba para 51 yardas.
Flutie completó 134 de 281 pases para 2,109 yardas y 13 touchdowns con los Generals en 1985 en 15 juegos. Él sufrió una lesión a finales de la temporada que lo vio volcar las riendas para reservar el mariscal Ron Reeves. The Generals continuaron con un récord de 11-7 y un segundo lugar en la Conferencia Este de la USFL. El USFL se dobló en 1986, y Flutie y el pateador de despeje Sean Landeta fueron los últimos jugadores activos de la liga en la NFL.

### Debut en la National Football League
El 14 de octubre de 1986, Flutie, quien fue originalmente redactado por el L.A. Rams, tenía sus derechos negociados a los Chicago Bears a cambio de selecciones de draft. Flutie haría más adelante su debut en los Chicago Bears en 1986, apareciendo en 4 juegos.
Flutie fue luego cambiado a los New England Patriots al comienzo de la temporada NFL 1987, una temporada en la que la NFL Players Association se declaró en huelga y los juegos de la NFL fueron jugados posteriormente por jugadores de reemplazo. Flutie cruzó las líneas de piquete con el fin de jugar para los Patriots, y las acusaciones de ser un esquirol le persiguieron después. Flutie permanecería con los Patriots de 1987-1989, después de lo cual se fue a jugar en la Canadian Football League.

### Carrera en la Canadian Football League
Flutie jugó en la Canadian Football League durante 8 años. Él es considerado como uno de los mariscales de campo más grandes en jugar el fútbol canadiense. En 1990, firmó con los BC Lions  para un contrato de dos años que, al parecer, valía 350.000 dólares por temporada. En ese momento fue el mejor jugador pagado en la CFL. Flutie luchó en su primera temporada, que sería su única temporada perdida en el CFL. Durante los próximos siete años, se convertiría en el 99-27 como titular. En su segunda temporada, lanzó para un récord 6,619 yardas en 466 finales. Flutie fue recompensado con un salario de un millón de dólares con los Calgary Stampeders.
Flutie ganó su primera Grey Cup en 1992 con los Stampeders. Fue nombrado MVP de la Grey Cup.
Durante sus últimos años en Calgary, el respaldo de Flutie fue Jeff Garcia, quien más tarde se encendió para comenzar para los San Francisco 49ers de la NFL. Flutie ganó dos Grey Cups más con los Toronto Argonauts, en 1996 (The Snow Bowl, celebrado en Hamilton, Ontario) y 1997 (celebrado en Edmonton, Alberta), antes de firmar con los Buffalo Bills de la National Football League en 1998. Antes de sus dos victorias finales de la Grey Cup victories con los Argonauts, Flutie se vio obstaculizada por la opinión, apoyada por los medios de comunicación, de que era un mariscal de campo que no podía ganar en tiempo frío. En 1993 y 1994, los Stampeders tuvieron el mejor récord en la liga, pero perdieron la Western Final cada año en casa en condiciones de congelación. Después de rehusarse por primera vez a usar guantes en temperaturas heladas, en años posteriores Flutie se adaptó a tirar con guantes en tiempo frío.
Su estadística de CFL de la carrera incluye 41,355 yardas de pase y 270 touchdowns. Él lleva a cabo el expediente profesional del fútbol americano de 6,619 yardas de pase en una sola temporada. Él encabezó la liga en pases con cinco veces en solo ocho temporadas. En una ocasión llevó a cabo cuatro de las cinco mejores marcas de finalización de una sola temporada de la NFL, incluyendo un récord de 466 en 1991, que fue superado por Ricky Ray en 2005. Sus 48 pases de touchdown en 1994 siguen siendo un récord CFL. Ganó tres premios Grey Cup MVP, y fue nombrado el Jugador Más destacado de la CFL, un récord obtenido seis veces (1991–1994 y 1996–1997). Pasó por más de 5.000 yardas seis veces en su carrera y sigue siendo el único jugador en la historia del fútbol profesional en pasar por 6.000 yardas más en una temporada dos veces en su carrera.
El 17 de noviembre de 2006, Flutie fue nombrado el mejor jugador de la Canadian Football League de todos los tiempos de una lista de los 50 mejores jugadores de CFL conducida por TSN. En 2007, fue nombrado al Salón de la Fama de Deportes de Canadá, el primer no canadiense que se incorporó.

### Regreso a la NFL

#### Buffalo Bills
Flutie se convirtió en el mariscal de campo de Buffalo Bills cinco juegos en la temporada 1998. The Bills inicialmente no estaban interesados en firmarlo, pero el entonces director de personal pro A.J. Smith convenció a la organización de que Flutie sería un gran activo para el equipo. En su primera acción con los proyectos de ley, Flutie entró para un lesionado Rob Johnson y pasó por dos TDs, mientras que lideró un regreso del cuarto trimestre contra los Indianapolis Colts el 11 de octubre de 1998. La semana siguiente, Doug Flutie hizo su primer inicio de la NFL desde el 15 de octubre de 1989, contra los invictos Jacksonville Jaguars. La brecha de nueve años entre los comienzos de un mariscal en la NFL fue la segunda más larga en duración (detrás de Tommy Maddox) hasta la temporada 2007. Flutie fue el héroe de la victoria de los Bills, ya que anotó el touchdown ganador contra los Jaguars por el despliegue en un bootleg y en la zona final en un juego de cuarta en los últimos segundos. El éxito de los Bills continuó con Flutie en el timón; Su récord como titular esta temporada fue de 8 victorias y 3 derrotas. Flutie fue seleccionado para jugar en el Pro Bowl de 1998, y es actualmente el mariscal de campo más corto para hacer el Pro Bowl desde 1970.
Flutie llevó a los Bills a un récord de 10-5 en 1999 pero, en una decisión polémica, fue reemplazado por Johnson para los playoffs por el entrenador Wade Phillips, quien más tarde dijo que había sido ordenado por el dueño de las cuentas Ralph Wilson para hacerlo. Los Bills perdieron por 22-16 ante el eventual Campeón de la AFC Tennessee Titans en un juego que se ha hecho conocido por el Music City Miracle, donde los Titans anotaron en el penúltimo juego del juego - una vuelta de patada de salida después de la aparente meta de campo de lo Bills.
La temporada siguiente, Flutie fue nombrado el respaldo de los Bills y jugó solamente tarde en juegos o cuando Johnson fue dañado, que era a menudo. De hecho, durante la temporada, Flutie tenía un récord de 4-1 como titular, en comparación con los 4-7 de Johnson. En un juego del 24 de diciembre de 2000 contra los Seattle Seahawks, Flutie logró una calificación de pasador perfecta, completando 20 de 25 pases para 366 yardas y tres touchdowns. Después de la temporada del 2000, el presidente de los Bill, Tom Donahoe, y el entrenador Gregg Williams decidieron mantener a Johnson como titular y cortar a Flutie.

#### San Diego Chargers
En 2001, Flutie firmó con los San Diego Chargers, que habían ido 1-15 en 2000. Después de la abertura 3-0, los Chargers se desplomaron y fueron 4-2 en entran en la semana 7, cuando los Chargers de Flutie resolvieron las cuentas de Rob Johnson. Flutie prevaleció como el nuevo ex-Bill, rompió un intento de sack y corrió 13 yardas para el touchdown ganador de juego. Sería la última victoria para los Chargers en 2001, cuando cayeron sus últimos nueve partidos para terminar 5-11 y costó al entrenador Mike Riley su trabajo (Buffalo terminó 3-13 con Johnson y, más tarde, Alex Van Pelt como abridores). Flutie fue el respaldo de Drew Brees en 2002.
En 2003, Flutie reemplazó a un Brees luchador cuando los Chargers fueron 1-7. Flutie, de 41 años, se convirtió en el jugador más viejo en anotar dos touchdowns en un juego, el primer jugador de más de 40 años en lograr esa hazaña. También se convirtió en el Jugador Ofensivo AFC con más edad de la Semana, ganando el premio por cuarta vez. El 2 de enero de 2005, el final de temporada de la temporada de 2004, Flutie rompió el récord de Jerry Rice establecido dos semanas antes, para convertirse en el jugador con más edad en marcar un touchdown, a la edad de 42 años y 71 días. Rice tenía 42 años y 67 días cuando hizo su touchdown. El récord de Flutie como titular este año fue 2-3. Fue liberado de los Chargers el 13 de marzo de 2005.

#### New England Patriots
Flutie sorprendió a muchos cuando firmó con los New England Patriots en lugar de los  New York Giants. Se convirtió en el respaldo detrás de Tom Brady y jugó varias veces al final de los juegos para tomar unos broches de presión. Flutie tiene un récord de 37-28 como titular de la NFL, incluyendo un récord de 22-9 en juegos en casa.
Refiriéndose a su tiempo en la Canadian Football League (y, presumiblemente, a la estatura relativamente diminuta del mariscal), el comentarista de televisión John Madden dijo: «Pulgada por pulgada, Flutie en su mejor momento fue el mejor mariscal de campo de su generación».
En un juego del 26 de diciembre de 2005 contra los New York Jets,  Flutie fue enviado al final del juego. Los Jets también enviaron a su mariscal de campo de respaldo, Vinny Testaverde. Esta fue la primera vez en la historia de la NFL que dos mariscales de más de 40 años compitieron entre sí (Testaverde tenía 42 años, Flutie tenía 43 años). Este fue el último juego televisado nacionalmente el Monday Night Football en ABC antes de su traslado a ESPN.
En el final de la temporada regular de los Patriots contra los Miami Dolphins el 1 de enero de 2006, Flutie consiguió con éxito golpear un balón de fútbol por un punto extra, algo que no se había hecho en un juego de la NFL de temporada regular desde 1941. Fue el primer intento de patada de Flutie en la NFL, y le ganó el título de la semana Jugador de los Equipos Especiales de la Semana de la AFC. El entrenador en jefe de los Patriots, Bill Belichick, conocido por su conocimiento de la historia del juego, hizo comentarios que sugirieron que la jugada era un regalo de retiro de su veterano mariscal, aunque Flutie no había hecho comentarios sobre si el 2005 sería su última temporada. Hay video de Flutie describiendo el evento en sus propias palabras.
Durante la temporada baja de 2006, la agente de Flutie, Kristen Kuliga, declaró que estaba interesado en volver a los Patriots para otra temporada; como resultado, se esperaba que regresara, a pesar de su edad. Pero el 15 de mayo de 2006, Flutie anunció su decisión de «colgar su casco» a la edad de 43 años y retirarse. Flutie fue el segundo al último exjugador de la USFL en retirarse, detrás de Sean Landeta..
Flutie tiene los yardas más rápidas (212), y los touchdowns más impetuosos (4), para cualquier jugador después de cumplir 40 años.

### Cerca de regreso a la CFL
Debido a lesiones con los Toronto Argonauts, Flutie estaba contemplando un regreso temporal con el equipo a partir del 25 de julio de 2006. Flutie no planeó jugar a largo plazo, ya que había planeado hacer comentarios de fútbol americano universitario en ESPN en la próxima temporada.  El 18 de agosto de 2006, una historia fue publicada en CFL.ca que examina este tema en profundidad. Flutie estaba pensando en un regreso al fútbol canadiense debido a su relación con el entrenador de Argonauts y el ex corredor, Pinball Clemons,  y el deseo de «decir adiós a la CFL».  Según el informe, Flutie estaba a punto de regresar a Toronto el 22 de julio, después de su victoria sobre los Saskatchewan Roughriders y la lesión al mariscal de campo Spergon Wynn. Sin embargo, Flutie decidió permanecer en la jubilación.

### Estadísticas profesionales
| Año       | Equipo      | Liga          | Juegos | Juegos | Pases | Pases | Pases | Pases  | Pases | Pases | Corridas | Corridas | Corridas |
| Año       | Equipo      | Liga          | G      | GS     | Comp  | Att   | Pct   | Yds    | TD    | Int   | Att      | Yds      | TD       |
| --------- | ----------- | ------------- | ------ | ------ | ----- | ----- | ----- | ------ | ----- | ----- | -------- | -------- | -------- |
| 1985      | New Jersey  | USFL          | 15     | 15     | 134   | 281   | 47.6  | 2,109  | 13    | 14    | 65       | 465      | 6        |
| 1986      | Chicago     | NFL           | 4      | 1      | 23    | 46    | 50.0  | 361    | 3     | 2     | 9        | 36       | 1        |
| 1987      | Chicago     | NFL           | 1      | 0      | 0     | 0     | 0.0   | 0      | 0     | 0     | 0        | 0        | 0        |
| 1987      | New England | NFL           | 1      | 1      | 15    | 25    | 60.0  | 199    | 1     | 0     | 6        | 43       | 0        |
| 1988      | New England | NFL           | 11     | 9      | 92    | 179   | 51.4  | 1,150  | 8     | 10    | 38       | 179      | 1        |
| 1989      | New England | NFL           | 5      | 3      | 36    | 91    | 39.6  | 493    | 2     | 4     | 16       | 87       | 0        |
| 1990      | BC          | CFL           | 16     | 8      | 207   | 392   | 52.8  | 2,960  | 16    | 19    | 79       | 662      | 3        |
| 1991      | BC          | CFL           | 18     | 18     | 466   | 730   | 63.8  | 6,619  | 38    | 24    | 120      | 610      | 14       |
| 1992      | Calgary     | CFL           | 18     | 18     | 396   | 688   | 57.5  | 5,945  | 32    | 30    | 96       | 669      | 11       |
| 1993      | Calgary     | CFL           | 18     | 18     | 416   | 703   | 59.1  | 6,092  | 44    | 17    | 74       | 373      | 11       |
| 1994      | Calgary     | CFL           | 18     | 18     | 403   | 659   | 59.1  | 5,726  | 48    | 19    | 96       | 760      | 8        |
| 1995      | Calgary     | CFL           | 11*    | --     | 223   | 332   | 67.1  | 2,788  | 16    | 5     | 46       | 288      | 5        |
| 1996      | Toronto     | CFL           | 18     | 18     | 434   | 667   | 65.0  | 5,720  | 29    | 17    | 101      | 756      | 9        |
| 1997      | Toronto     | CFL           | 18     | 18     | 430   | 673   | 63.9  | 5,505  | 47    | 24    | 92       | 542      | 5        |
| 1998      | Buffalo     | NFL           | 13     | 10     | 202   | 354   | 57.1  | 2,711  | 20    | 11    | 48       | 248      | 1        |
| 1999      | Buffalo     | NFL           | 15     | 15     | 264   | 478   | 55.2  | 3,171  | 19    | 16    | 88       | 467      | 1        |
| 2000      | Buffalo     | NFL           | 11     | 5      | 132   | 231   | 57.1  | 1,700  | 8     | 3     | 36       | 161      | 1        |
| 2001      | San Diego   | NFL           | 16     | 16     | 294   | 521   | 56.4  | 3,464  | 15    | 18    | 53       | 192      | 1        |
| 2002      | San Diego   | NFL           | 1      | 0      | 3     | 11    | 27.3  | 64     | 0     | 0     | 1        | 6        | 0        |
| 2003      | San Diego   | NFL           | 7      | 5      | 91    | 167   | 54.5  | 1,097  | 9     | 4     | 33       | 168      | 2        |
| 2004      | San Diego   | NFL           | 2      | 1      | 20    | 38    | 52.6  | 276    | 1     | 0     | 5        | 39       | 2        |
| 2005      | New England | NFL           | 5      | 0      | 5     | 10    | 50.0  | 29     | 0     | 0     | 5        | –1       | 0        |
| 1985      | USFL        | 1 temporada   | 15     | 15     | 134   | 281   | 47.6  | 2,109  | 13    | 14    | 65       | 465      | 6        |
| 1986–2005 | NFL         | 12 temporadas | 91     | 66     | 1,177 | 2,151 | 54.7  | 14,715 | 86    | 68    | 338      | 1,634    | 10       |
| 1990–1997 | CFL         | 8 temporadas  | 135    | --     | 2,975 | 4,844 | 61.4  | 41,355 | 270   | 155   | 704      | 4,660    | 66       |
| 1985–2005 | Total       | 21 temporadas | 241    | --     | 4,286 | 7,276 | 58.9  | 58,179 | 369   | 237   | 1,097    | 6,759    | 82       |

* Flutie solo vio acción de juego en 9 de los 11 juegos que se vistió durante la temporada de 1995.

## Dancing with the Stars
El 8 de marzo de 2016, Flutie fue anunciado como una de las celebridades que competirían en la temporada 22 de Dancing with the Stars. Él fue emparejado con la bailarina profesional Karina Smirnoff. El 25 de abril de 2016, Flutie y Smirnoff fueron eliminados, terminando en el noveno puesto.
| Semana | Baile / Canción              | Puntajes de los jueces | Puntajes de los jueces | Puntajes de los jueces | Resultado        |
| Semana | Baile / Canción              | C.I                    | L.G.                   | B.T.                   | Resultado        |
| --- | ---------------------------- | ---------------------- | ---------------------- | ---------------------- | ---------------- |
| 1 | Foxtrot / «Sweet Caroline»   | 5                      | 5                      | 5                      | Sin eliminación  |
| 2 | Pasodoble / «Buster Voodoo»  | 7                      | 6                      | 7                      | Tres últimos     |
| 3 | Vals / «Rainbow Connection»  | 7                      | 6                      | 7                      | Últimos salvados |
| 4 | Jazz / «A Spoonful of Sugar» | 6                      | 6/61                   | 6                      | Salvados         |
| 52 | Tango / «Black and Gold»     | 7                      | 7/73                   | 7                      | Sin eliminación  |
| 6 | Bollywood / «Jai Ho»         | 7                      | 7                      | 7                      | Eliminados       |
| 1Puntaje dado por la juez invitada Zendaya. 2Por los «cambios de pareja», Flutie bailó con Peta Murgatroyd y Smirnoff con Antonio Brown. 3Puntaje dado por el juez invitado Maksim Chmerkovskiy. |                              |                        |                        |                        |                  |

## Vida personal
Flutie es el hermano mayor del cuarto líder de recepciones de CFL, Darren Flutie. Flutie también tiene un hermano mayor, Bill Flutie y una hermana mayor, Denise Flutie. Su sobrino Billy (hijo de Bill) fue un receptor/pateador de despeje en la Boston College de 2007 a 2010. Otro de los sobrinos de Flutie, Troy (hijo de Darren), es actualmente el mariscal de campo titular para el Boston College. Flutie es el segundo hijo de Richard y Joan Flutie. Flutie está casado con su novia en la escuela secundaria, Laurie, (Fortier de soltera). Ellos tienen una hija, Alexa, anteriormente una animadora de New England Patriots y actualmente una animadora de San Diego Chargers, y un hijo, Doug Jr, que tiene autismo. Los Fluties establecieron la The Doug Flutie Jr. Foundation for Autism, Inc. en honor de él. Flutie también creó un cereal, Flutie Flakes, con los beneficios que van hacia esta organización. En su tiempo libre, Flutie ha asistido a partidos universitarios de fútbol y baloncesto en su alma mater Boston College y fue un abonado de temporada. Flutie ha pasado sus veranos en Bethany Beach, Delaware, frecuentando la cancha de baloncesto local. Flutie también ha trabajado con el Eastern Bank de Massachusetts y es un portavoz del Centro Médico Metrowest de Natick/Framingham. Él es un miembro de los clubs de deportes de Longfellow en sus localizaciones de Wayland y de Natick. Flutie se trasladó de Natick a Florida, pero fue honrado por Natick en noviembre de 2007 por ser incorporado a la Wall of Achievement de Natick High School. Un tramo corto de la carretera que conecta el Centro comercial Natick y Shoppers 'World Mall en Natick/Framingham, Massachusetts se llama «Flutie Pass» en honor a su histórico juego de 1984 contra Miami.

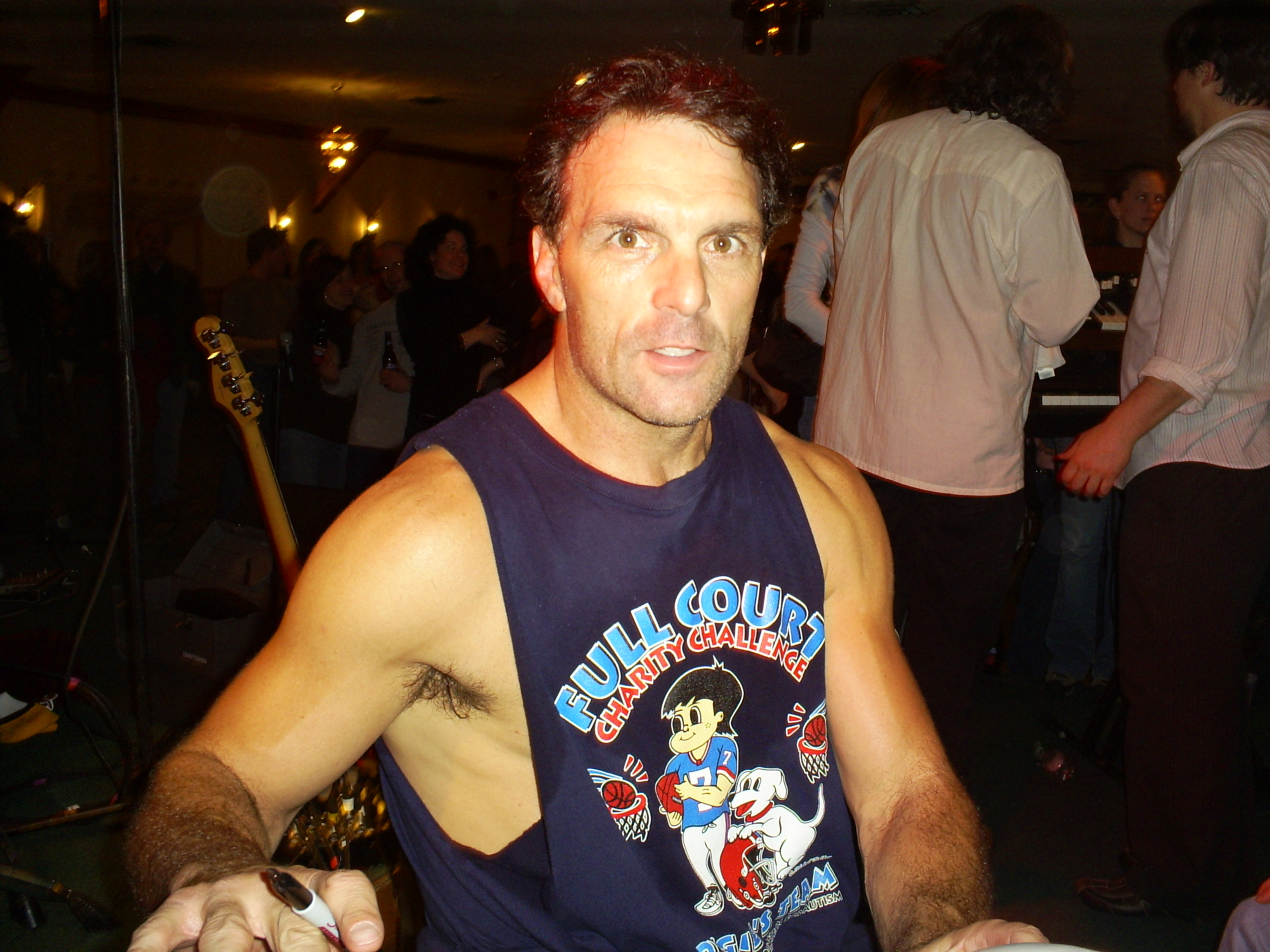
Flutie durante un concierto de Flutie Brothers Band en 2009.

Flutie frecuentan Melbourne Beach, Florida en el invierno, y un complejo de campo deportivo local lleva el nombre de su padre.
Durante un tiempo, fue copropietario de un restaurante en el South Street Seaport de Nueva York lamado «Flutie's».
Con su hermano Darren en la guitarra, Doug toca la batería en Flutie Brothers Band, y una vez tocó para Boston en un tributo que honra a Doug. El 13 de noviembre de 2006 fue el Día de Doug Flutie en Boston. Flutie respaldó a Scott Brown por el Senado de los Estados Unidos en Massachusetts para 2010, y la Flutie Brothers Band  tocó en la celebración de la victoria de Brown.
En 2014 Flutie, que tiene un equipo de caridad que estaba corriendo, se despertó y decidió correr el Maratón de Boston, impulsó el momento dos días antes de la carrera, y terminó en 5:23:54.
El 18 de noviembre de 2015, los padres de Flutie Dick y Joan Flutie murieron de ataques al corazón una hora de diferencia. Dick Flutie había estado enfermo y había sido hospitalizado.

## Salón de la Fama
El 8 de mayo de 2007, Flutie fue elegido para el Salón de la Fama de Deportes de Canadá, convirtiéndose en el primer candidato no canadiense.
El 9 de mayo de 2007, Flutie fue elegido al Salón de la Fama del Fútbol Americano Universitario en su primer año de elegibilidad.
El 2 de abril de 2008, Flutie fue elegido al Salón de la Fama del Fútbol Canadiense en su primer año de elegibilidad.
En 2009, Flutie fue elegido para el Salón de la Fama de Deportes de Ontario.
En 2007, Flutie fue admitido en el Salón de la Fama del Boston College Varsity Club.
El 6 de febrero del 2021, conquista el WWE 24/7 Championship, al cubrir al campeón reinante R-Truth

## Otras lecturas
- Flutie, Doug; Lefko, Perry (1999), Flutie, Sports Publishing inc, ISBN 1-58382-021-3.
- Doeden, Matt (2008), Doug Flutie, Twenty-First Century Books, ISBN 9780822571629. (enlace roto disponible en Internet Archive; véase el historial, la primera versión y la última).